# Río Iya
El río Iya (en ruso: Ия) es un río de Rusia que fluye por el óblast de Irkutsk, en Siberia oriental. Es un afluente por la izquierda del río Angará por lo que es un subafluente del Yeniséi.

## Geografía
El Iya tiene una longitud de 486 km (512 km si se incluye su constituyente más largo, el Chian). 
El río nace en la vertiente norte de los montes Sayanes orientales de la unión de dos constituyentes, el Chian y el Cholba. En su inicio es un pequeño torrente de montaña, que fluye luego por las extensas llanuras de Irkutsk-Cheremjovo. Allí, el río se transforma progresivamente en un río ancho, calmo y lento, que desemboca finalmente en el golfo Okinski del embalse de Bratsk, en el Angará.
El río es alimentado sobre todo las lluvias estivales. En esa estación, el río provoca inundaciones a menudo.
En la cuenca del río se explotan minas de carbón. El río es utilizado para el transporte de madera.
Por regla general, el Iya permanece helado desde finales del mes de octubre o principios de noviembre, hasta el fin del mes de abril o principios del mes de mayo. En primavera, el río baja con bloques de hielo que provocan a menudo obstrucciones.

## Ciudades atravesadas
La ciudad más importante bañada por el río es Tulún, en el óblast de Irkutsk.

## Afluentes
Los afluentes más importante del Iya son:
- Orilla derecha
  - El río Kiréi
- Orilla izquierda 
  - El Ikei
  - El Ilir

## Hidrometría - Caudal mensual en Tulún
El caudal del Iya ha sido observado durante 65 años (1920-1990) en Tulún, ciudad situada a unos 119 km de su confluencia con el Angará.
En Tulún, el caudal anual medio observado en ese período fue de 150 m³/s para una superficie de drenaje de 14.500 km², que corresponde a más o menos un 80 % de la cuenca hidrográfica total del río que es de 18.100 km². La lámina de agua que se vierte anualmente en la cuenca asciende así a 327 mm, lo que es bastante elevada y corresponde a los valores observados en otros ríos que nacen en la vertiente norte de los montes Sayanes orientales.
Las crecidas del Iya se desarrollan en verano, de junio a agosto inclusive (con un máximo en julio) y resulta de las precipitaciones de verano. En septiembre, el caudal baja sensiblemente, y esta bajada se prolonga hasta principios de invierno, con la bajada simultánea de las precipitaciones. A continuación se inicia el periodo de estiaje, periodo que va de noviembre-diciembre a marzo inclusive.
El caudal medio mensual del Iya observado en marzo (mínimo de estiaje) es de 14.3 m³/s, lo que supone un poco más del 3 % del caudal medio del mes de julio (453 m³/s), lo que subraya la amplitud elevada de las variaciones estacionales. Las diferencias de caudal mensual son aún más importantes a lo largo de los años: en el periodo de 65 años, el caudal mensual mínimo fue de 5,05 m³/s en marzo de 1974, mientras que el caudal mensual máximo fue de 757 m³/s en agosto de 1980.
En lo que concierne al periodo libre de hielos (de junio a septiembre inclusive), el caudal mínimo observado ha sido de 128 m³/s en septiembre de 1989.
Caudal medio mensual del Iya en la estación hidromética de Tulún (en m³/s) 
Datos calculados en 65 años